# Leuctra vesulensis
Leuctra vesulensis is een steenvlieg uit de familie naaldsteenvliegen (Leuctridae). De wetenschappelijke naam van de soort is voor het eerst geldig gepubliceerd in 1984 door Ravizza & Ravizza-Dematteis.